# Jawa 50/550
Jawa 50/550 Pionýr (zvaný pro tvar sedla také "pařez") je malý nekapotovaný jednomístný motocykl lehké konstrukce s jednoválcovým dvoudobým motorem zdvihového objemu 50 cm³ uloženým naležato. Byl vyráběn v letech 1955–1958, nástupcem se stal model Jawa 50/555, odlišující se na první pohled nahrazením zadního blatníku krytem celé zadní části s nosičem. 
Je prvním modelem z vývojové řady, pokračující dále typy Jawa 50/555, 05, 20, 21 sport a 23 Mustang. Je to jednosedadlový motocykl lehké konstrukce s jednoválcovým dvoudobým motorem. Autorem jeho konstrukce byl Josef Josíf spolu s J. Křivkou, M. Kubíčkem, J. Šťastným, J. Mrázem a K. Marešem.  Měl být pokračovatelem motocyklu Jawa 100 Robot. Přední kolo je zavěšeno na teleskopické vidlici, zadní kolo na vlečné kyvné vidlici odpružené jednou centrální pružinou. Prototyp Pionýra byl vyroben v Praze, sériová výroba byla ale na Slovensku v Považských strojírnach, kde byl motocykl přepracován. Sedlo je oválného tvaru připomínající pařez a Pařez se stal lidovým názvem motocyklu. Od roku 1955 do roku 1958 bylo vyrobeno přes 100 tisíc kusů tohoto typu.

## Technické parametry

### Motor
- rozvod pístem

### Převody
- řazení nožní pákou na levé straně
- primární převod – poměr 2,43 : 1
- primární převod – válečkový řetěz
- sekundární převod – 4,23:1 (13/55)
- sekundární převod – válečkový řetěz

### Poměr převodů
- 1. převod 1 : 2,94 (24/14×24/14)
- 2. převod 1 : 1,716 (24/14×18/20)
- 3. převod 1 : 1 přímý záběr

### Podvozek
- rám svařovaný z ocelových trubek čtyřhranného profilu
- přední vidlice teleskopická bez tlumení
- zadní vidlice kyvná vidlice, odpružení dvěma samostatnými pružícími jednotkami

### Rozměry a hmotnosti
- Světlost: 144 cm
- Pohotovostní hmotnost: 50 kg
- Suchá hmotnost: 47 kg
- Užitečná hmotnost: 130 kg

###### Výkony
- Maximální rychlost: 45 km/h
- Průměrná spotřeba paliva: 2 l/100 km
- největší stoupavost: 32 %